# Astrid Vigenstad
Astrid Marit Vigenstad, tidigare gift Rødmyr, född 30 mars 1940, död 9 april 2021, var en norsk orienterare. Hon blev världsmästarinna i stafett 1968 och nordisk mästarinna i stafett 1971, hon tog även ett VM-brons i stafett 1970.